# Kosový potok
Kosový potok nazývaný též Kosí potok (německy Amselbach) je levostranný přítok řeky Mže, který protéká Karlovarským a Plzeňským krajem. Délka jeho toku činí 46,4 km. Plocha povodí měří 226,1 km².

## Průběh toku
Potok pramení v Českém lese nedaleko česko-německých hranic, v lokalitě Tři prameny jihovýchodně od vrchu Dyleň (940 m), v nadmořské výšce 721,5 m. Na horním toku teče převážně východním směrem. Pod obcí Valy se obrací k jihovýchodu, protéká Mariánskými Lázněmi. Na dolním toku protéká přes Tepelskou vrchovinu hlubokým, lesnatým, málo obydleným údolím převážně jižním až jihovýchodním směrem. Toto údolí bylo v roce 1995 vyhlášeno jako Přírodní park Kosí potok. Vlévá se zleva do řeky Mže na jejím 67,3 říčním kilometru v nadmořské výšce 402,5 m.

### Přítoky
- levé – Bahnitý potok, Úšovický potok, Jilmový potok, Hutní potok, Hostíčkovský potok, Meziveský potok, Kořenský potok
- pravé – Panský potok, Drmoulský potok, Senný potok, Týnecký potok

## Vodní režim
Průměrný průtok na 4,76 říčním kilometru činí 1,49 m³/s.
Hlásný profil:
| místo  | říční km | plocha povodí | průměrný průtok (Qa) | stoletá voda (Q100) |
| ------ | -------- | ------------- | -------------------- | ------------------- |
| Třebel | 4,76     | 216,54 km²    | 1,49 m³/s            | 86,2 m³/s           |